# Bagamanoc
Bagamanoc es un municipio filipino de quinta clase, perteneciente a la provincia de Catanduanes, en la región de Bicolandia.

## Toponimia
El lugar puede aparecer referido como «Bagamanoc» y «Bagamanog».

## Historia
Hacia mediados del siglo XIX, el lugar, perteneciente por entonces a Payo, en la provincia de Albáy, tenía contabilizada una población de 1681 habitantes, repartidos en 280 casas. Aparece descrito en el primer volumen del Diccionario geográfico, estadístico, histórico de las Islas Filipinas (1850) de Manuel Buzeta Núñez y Felipe Bravo con las siguientes palabras:

BAGAMANOG: pueblo que forma jurisd. ecl. con Payo y tienen cura y gobernadorcillo, en la isla de Catanduanes, perteneciente en lo civil y político á la prov. de Albay (cap. Albay en la isla de Luzon, como á unas 21 leg S. O.) y en lo eclesiástico á la dióc. de Nueva-Cáceres. sit. en los 127° 58' long., y los 14° 30' lat. á la orilla der. de un r. que desagua en el mar junto á la pobl; en la costa oriental de la isla y en su parte setentrional; con muy difícil arribada en atencion á los numerosos escollos é islotes que caen al frente é inmediatos á la playa. Disfruta de buena ventilacion, y aunque bastante espuesto á los vientos del E., su clima es templado y sano. Tiene como unas 280 casas, en general de sencilla construccion, distinguiéndose solamente por ser de mejor fábrica la casa parroquial y la llamada tribunal; hay cárcel, y escuela de primeras letras dotada de los fondos de comunidad, á la cual concurren la mayor parte de los niños del pueblo, éigl. dependiente de la matriz que está en Payo, servida por un clérigo indio. El cementerio se halla contiguo á la igl. y es bastante capaz y ventilado. Se comunica este pueblo con los inmediatos por medio de caminos regulares, y recibe el correo semanal de su cabecera. term.: confina por E. con el mar en el pequeño seno que se conforma sobre el pueblo de Payo; por S. con este pueblo que se halla á 1 leg. escasa al S. S. E.; por O. con los montes que con direccion al N. van á formar el estremo setentrional de la isla; y por N. con Pandan (poco mas de 2 leg. al N. O.) El terreno es muy fértil, aunque quebrado: sus montes presentan en sus vertientes occidentales una gran vejetacion; no asi en los orientales combatidos por los vientos del N. E. En estos montes se cria buena madera de construccion, y caza mayor y menor, como tambien muchas abejas que elaboran rica miel en cualquier parte. prod. arroz, maiz, caña dulce, cocos, mongos, burí, abacá, etc. Los naturales se ocupan en la agricultura, beneficio de sus productos y la pesca; las mugeres tejen varias telas. pobl. 1,681 alm., 496 trib., que ascienden á 2,960 rs. plata, equivalentes á 7,400 rs. vn.
(Buzeta y Bravo, 1850, pp. 323-324)

En 2020, tenía censados 11 086 habitantes.